# Urbanismo de Valencia

## Procesos urbanísticos

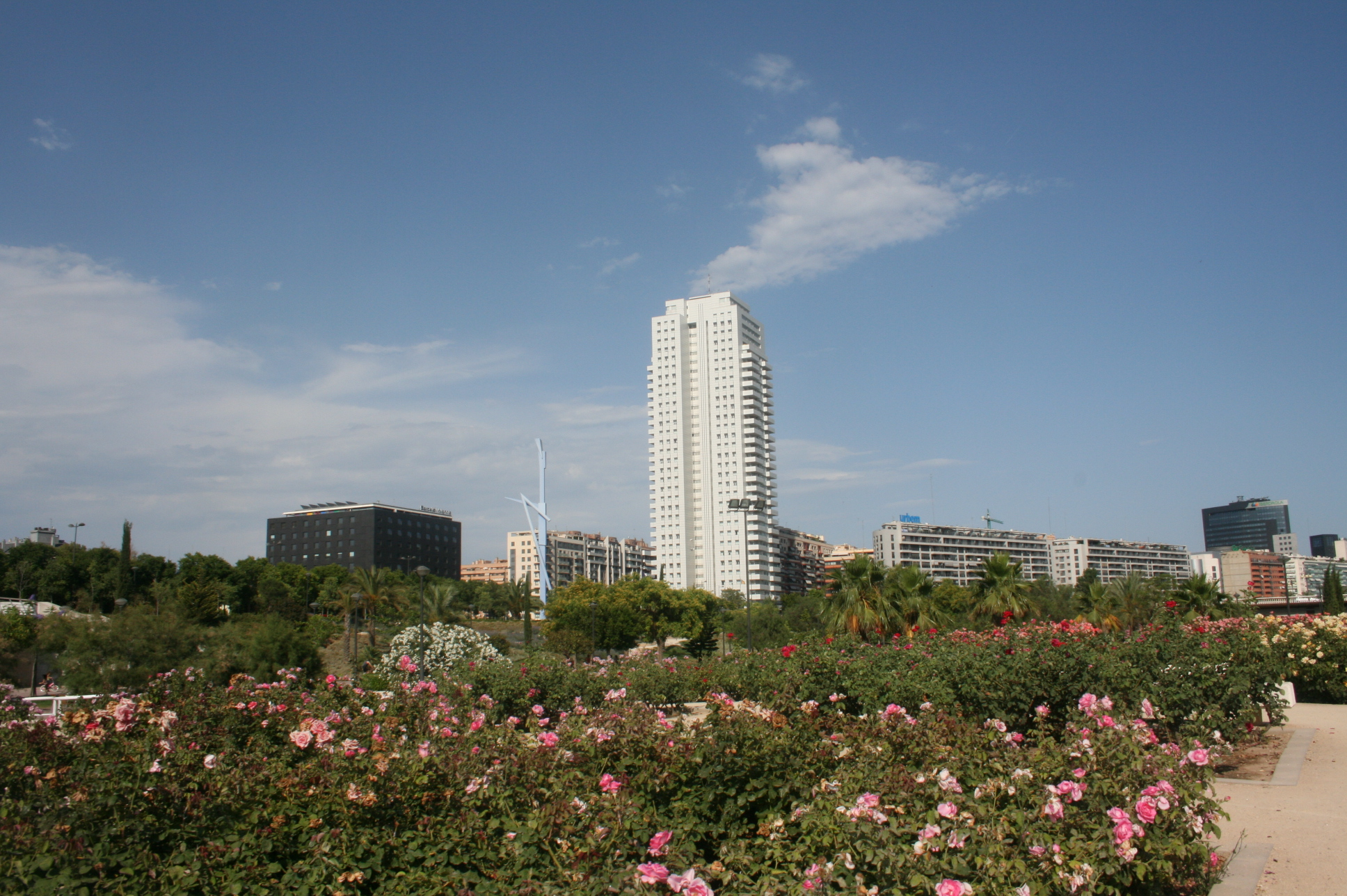
Vistas desde el Jardín del Turia, de la Torre de Francia.

Con la entrada en vigor de la Ley Reguladora de la Actividad Urbanística (LRAU), Valencia inició una etapa de crecimiento urbanístico sin precedentes que ha convertido suelo agrícola en urbanizable y mediante la presentación de Programa de Actuación Urbanística (PAU), a su vez en nuevos suelos urbanos.
El primer PAU en aprobarse en Valencia fue el PAU avenida de Francia, que desarrolló la franja de suelo existente entre la avenida del Puerto y el antiguo cauce del río Turia. En esta actuación se proyectaron 3 edificios singulares de 30 plantas de altura, pero finalmente ante la cantidad de problemas surgidos con la Torre de Francia (de 109 metros de altura) en relación con la seguridad aérea se anularon las dos torres restantes. Esto se debió a que el tráfico aéreo sobrevuela gran parte de Valencia para la aproximación instrumental (ILS) a la pista 30 del aeropuerto de Valencia, de modo que las torres interferirían en las rutas aéreas de aproximación de precisión.

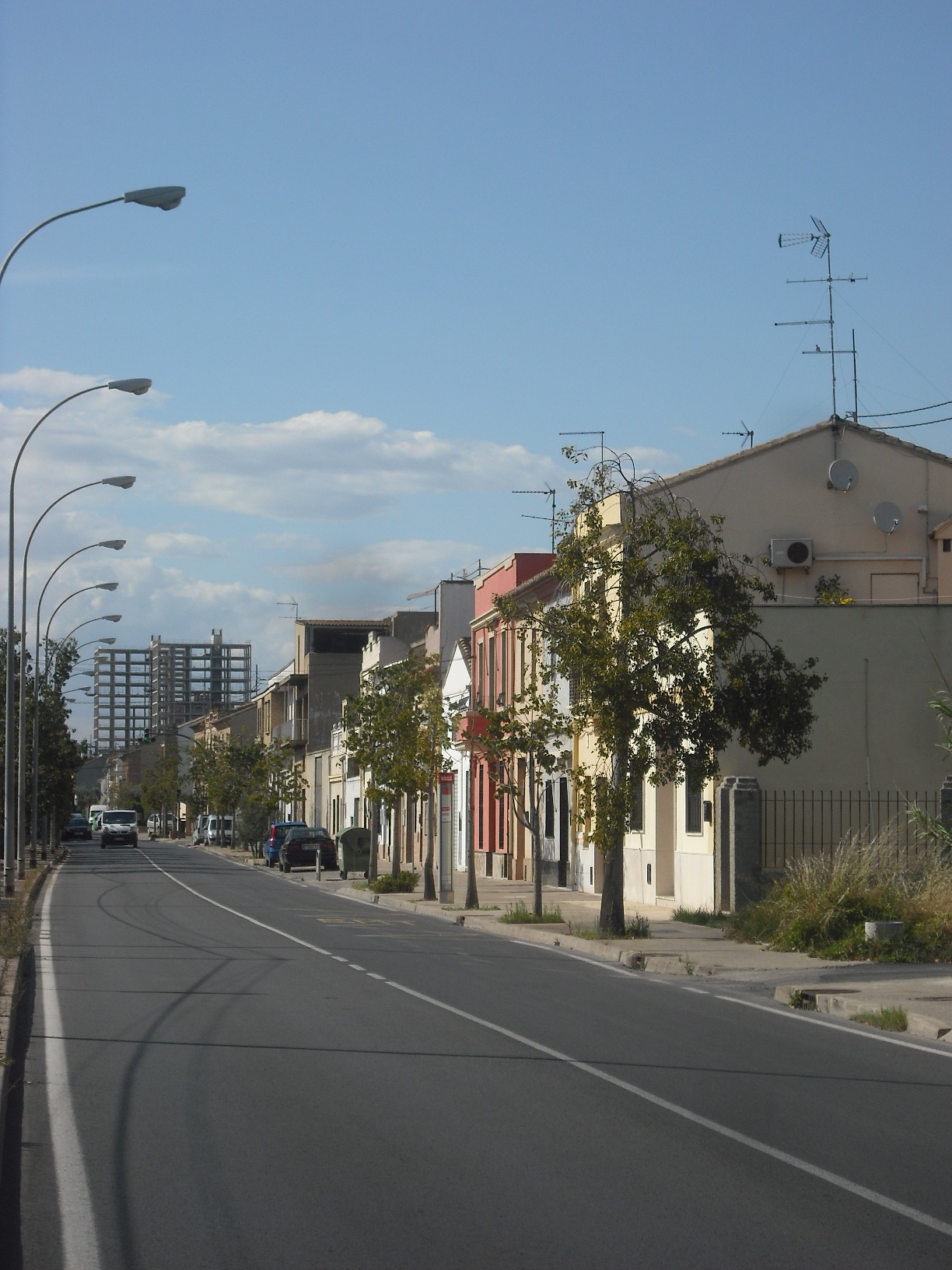
PAI Quatre Carreres desde la Carrera d'En Corts.

El segundo gran PAU promovido en Valencia fue el PAU de Orriols, iniciado por las empresas promotoras integrantes del «Grupo Turia XV», aunque se adjudicó definitivamente a una empresa de ámbito nacional. Este cambio de empresa promotora trajo consigo varios pleitos judiciales, los cuales acabaron dando la razón al primer grupo. Finalmente, el PAU ya se había ejecutado en el momento que la sentencia fue firme, por lo que quedó evidenciada la falta de seguridad de la Ley.
Otro de los grandes PAUs es el de Quatre Carreres, cuyas zonas, antes llenas de alquerías y huertas, se están siendo urbanizas actualmente. Entre otros hitos del nuevo barrio se encontrará la nueva sede de la Escuela de Idiomas así como nuevas zonas verdes. Existe además otro gran PAU en Valencia, en la zona de Benimaclet, el cual prevé la construcción de más de 1 200 viviendas, un nuevo campo de fútbol de barrio, zonas verdes, y una casa cultural. Este PAU se aprobó en el año 1992, aunque ha sido rechazado y aplazado en numerosas ocasiones.
El proyecto Sociópolis (en la pedanía de La Torre) pretende desarrollar viviendas de protección pública en zonas donde se pueda desarrollar actividades agrícolas tradicionales, con los sistemas de regadíos preexistentes. También se está promoviendo un proyecto centenario, el Paseo de Valencia al mar. Este proyecto, muy discutido, busca abrir la avenida Blasco Ibáñez (una de las más importantes avenidas de la ciudad) hasta la playa de la Malvarrosa, aunque para ello deberá eliminar gran parte del barrio del Cabañal, el cual fue declarado bien de interés cultural en el año 1993 por la Generalidad Valenciana.

### Futuros procesos urbanísticos

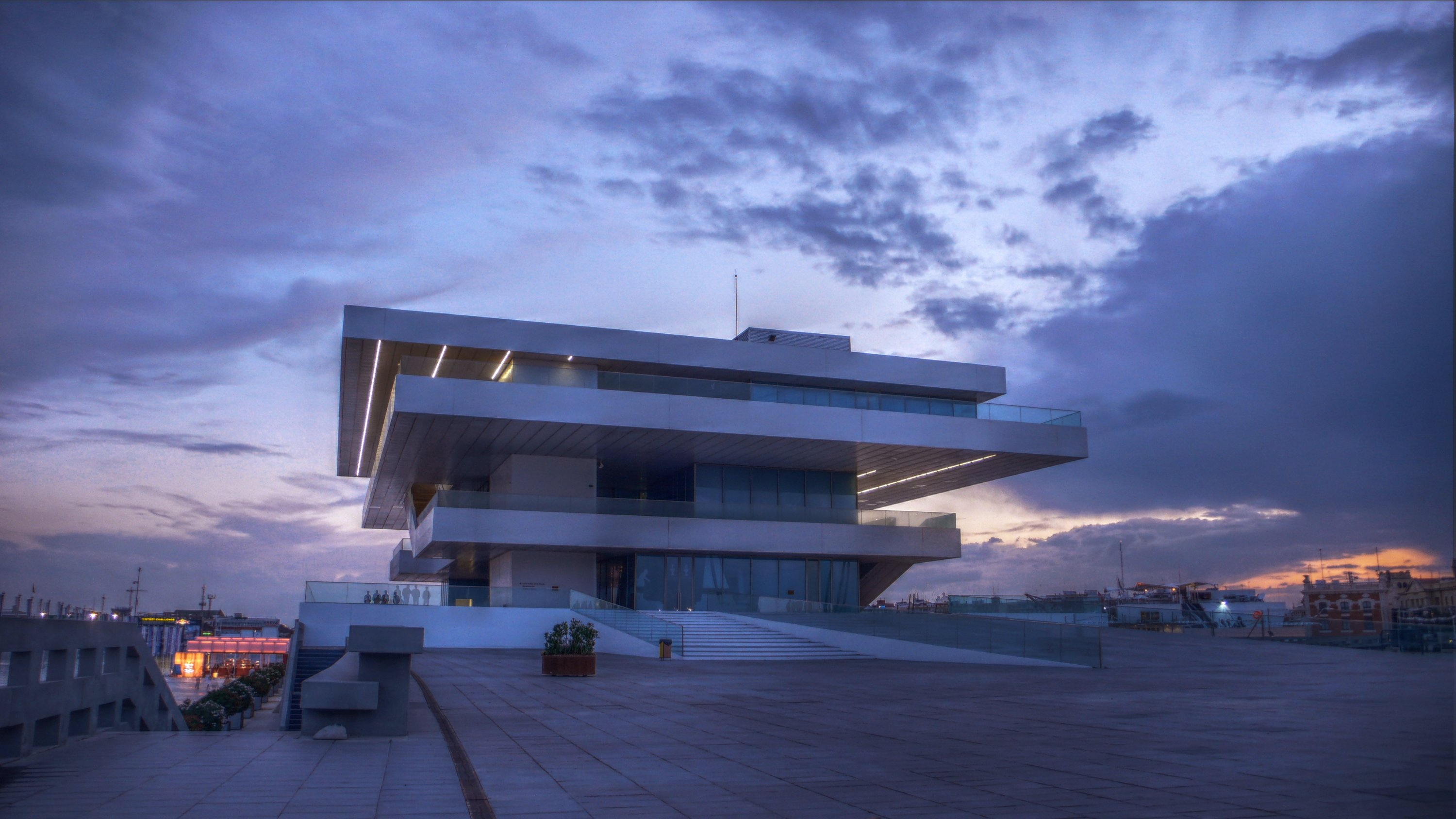
Edificio Veles e Vents, ubicado en terrenos del PAI del Grao.

Uno de los principales proyectos urbanísticos que están previstos para la ciudad es el «Parque Central». Con este proyecto se pretende eliminar todas las vías del centro de la ciudad, y sustituirlas por un gran jardín, un museo del transporte (ubicado en las naves diseñadas por Demetrio Ribes), cuatro torres de más de 20 pisos de altura y varios bloques de viviendas. El diseño del despacho de Gustafson Porter Limited con el lema «Aigua plena de seny» (Agua con sentido), basado en un verso de Ausias March, fue el elegido entre los cinco finalistas por presentar «el proyecto más bonito, el mejor, el más idóneo y, sin duda alguna, el más parque», según el consistorio municipal.
Otro proyecto urbanístico de la ciudad es el plan de actuación integrada (PAI) del Grao de Valencia, con el cual se pretende acercar la ciudad al mar. Esta zona tiene una superficie de 400 000 metros cuadrados, y se prevé que contará con amplias zonas verdes, canales navegables, rascacielos y el circuito urbano de Fórmula 1. De este modo, el barrio que surgirá de este planeamiento, delimitado por las Moreras, Natzaret y Camino Hondo, reflejará un nuevo concepto de ciudad, en el que se alzarán unas 3 000 viviendas sobre una superficie de 400 000 metros cuadrados de suelo privado. Este PAI se basa en la unificación de los proyectos de Jean Nouvel y de GPM, ganadores del concurso internacional de ideas sobre el futuro de la Marina Real Juan Carlos I, y se inspira en la arquitectura moderna, totalmente diferenciada de la del resto de la ciudad. Según el proyecto, las zonas verdes formarán un gran delta verde de más de 130 000 metros cuadrados, y además de esto, también habrá otros jardines, cuya superficie será de 40 000 metros cuadrados. También habrá varios canales navegables, que aprovecharán la desembocadura del antiguo cauce del Turia para conectar con el mar, y ocuparán una superficie de 28 000 metros cuadrados, mientras que unos 60 000 m² se destinarán a usos terciarios y otros 36 000 m² a nuevos equipamientos públicos.